# Grau de coherència

Figura 1: Aquesta és una gràfica del valor absolut de g ^{(1)} en funció del retard normalitzat a la longitud de coherència τ/τ _{c}. La corba blava és per a un estat coherent (un làser ideal o una freqüència única). La corba vermella és per a la llum caòtica Lorentziana (per exemple col·lisió ampliada). La corba verda és per a la llum caòtica gaussiana (per exemple Doppler ampliat).

En òptica quàntica, les funcions de correlació s'utilitzen per caracteritzar les propietats estadístiques i de coherència d'un camp electromagnètic. El grau de coherència és la correlació normalitzada dels camps elèctrics; en la seva forma més simple, denominada {\displaystyle g^{(1)}}. És útil per quantificar la coherència entre dos camps elèctrics, tal com es mesura en un Michelson o un altre interferòmetre òptic lineal. La correlació entre parells de camps, {\displaystyle g^{(2)}}, normalment s'utilitza per trobar el caràcter estadístic de les fluctuacions d'intensitat. La correlació de primer ordre és en realitat la correlació amplitud-amplitud i la correlació de segon ordre és la correlació intensitat-intensitat. També s'utilitza per diferenciar estats de llum que requereixen una descripció mecànica quàntica i aquells per als quals els camps clàssics són suficients. Consideracions anàlogues s'apliquen a qualsevol camp de Bose en física subatòmica, en particular als mesons (cf. correlacions de Bose-Einstein).
La funció de correlació de primer ordre normalitzada s'escriu com:
{\displaystyle g^{(1)}(\mathbf {r} _{1},t_{1};\mathbf {r} _{2},t_{2})={\frac {\left\langle E^{*}(\mathbf {r} _{1},t_{1})E(\mathbf {r} _{2},t_{2})\right\rangle }{\left[\left\langle \left|E(\mathbf {r} _{1},t_{1})\right|^{2}\right\rangle \left\langle \left|E(\mathbf {r} _{2},t_{2})\right|^{2}\right\rangle \right]^{\frac {1}{2}}}},}
on {\displaystyle \langle \cdots \rangle } denota una mitjana de conjunt (estadística). Per als estats no estacionaris, com els polsos, el conjunt està format per molts polsos. Quan es tracta d'estats estacionaris, on les propietats estadístiques no canvien amb el temps, es pot substituir la mitjana del conjunt per una mitjana de temps. Si es limita a planejar ones paral·leles entre si {\displaystyle \mathbf {r} =z} .
En aquest cas, el resultat dels estats estacionaris no dependrà de {\displaystyle t_{1}}, però amb el retard {\displaystyle \tau =t_{1}-t_{2}} (o {\displaystyle \tau =t_{1}-t_{2}={\frac {z_{1}-z_{2}}{c}}} si {\displaystyle z_{1}\neq z_{2}}).
Això ens permet escriure un formulari simplificat

Interferòmetres òptics com l'interferòmetre de Michelson,

{\displaystyle g^{(1)}(\tau )={\frac {\left\langle E^{*}(t)E(t+\tau )\right\rangle }{\left\langle \left|E(t)\right|^{2}\right\rangle }},}
on ara hem fet una mitjana de t .

## Aplicacions
En interferòmetres òptics com l'interferòmetre de Michelson, l'interferòmetre de Mach-Zehnder o l'interferòmetre de Sagnac, es divideix un camp elèctric en dos components, s'introdueix un retard de temps a un dels components i després els recombina. La intensitat del camp resultant es mesura en funció del retard de temps. En aquest cas específic que implica dues intensitats d'entrada iguals, la visibilitat del patró d'interferència resultant ve donada per: